# Brittiska Johanniterorden
Storbritanniska Johanniterorden (engelska: Most Venerable Order of the Hospital of Saint John of Jerusalem, franska: Ordre très vénérable de l'hôpital de Saint-Jean de Jérusalem), är en kunglig riddarorden som instiftades 14 maj 1888 av drottningen Viktoria. Orden finns i hela Samväldet, Hongkong, Irland och USA, med det globala uppdraget "att förebygga och lindra sjukdom och skada, och agera för att förbättra hälsa och välbefinnande hos människor var som helst i världen". Den kallas vanligtvis endast för Order of St. John (på engelska), eller the Most Venerable Order of Saint John (VOSJ) när man ska skilja den åt från andra ordnar med liknande namn.
Ordens cirka 25 000 kolleger, med stöd av 4 000 anställda och 250 000 volontärer är främst av den protestantiska läran, men de andra kristna samfunden eller andra religioner accepteras in i ordningsstadgan, och hedersmedlemskap ges till framstående anhängare av andra religioner. Undantaget utnämning till vissa statliga och kyrkliga ämbeten i vissa riken delas medlemskap i orden endast ut genom inviter, och enskilda kan inte ansöka om antagning. Den är kanske mest känd genom sin största serviceorganisation, St John Ambulance, vars medlemmar inte är begränsade till något kyrkosamfund eller religion.
Orden är medlem i Johanniteralliansen.
| Ordensklasser:       | Ordensklasser:           | Ordensklasser:                                        | Ordensklasser: | Ordensklasser: | Ordensklasser:         | Ordensklasser: |
| -------------------- | ------------------------ | ----------------------------------------------------- | -------------- | -------------- | ---------------------- | -------------- |
| Grade                | Klass I                  | Klass II                                              | Klass III      | Klass IV       | Klass V                | Klass VI       |
| Benämning (Engelska) | Bailiff/Dame Grand Cross | Knights/Dames of Justice eller Knights/Dames of Grace | Commander      | Officer        | Serving Brother/Sister | Esquire        |
| Benämning (Svenska)  | Storkors                 | Rättsriddare/Rättsledamot eller Riddare               | Kommendör      | Officer        | Ledamot                | Väpnare        |
| Förkortning          | StkStbJohO               | R-RStbJohO/R-LStbJohO eller RStbJohO                  | KStbJohO       | OffStbJohO     | LStbJohO               | VStbJohO       |